# Dardaghan
Dardaghan (tiếng Ả Rập: دردغان, cũng đánh vần al-Dardaghan) là một ngôi làng ở miền trung Syria, một phần hành chính của Tỉnh Homs, nằm ở phía đông nam của Homs. Các địa phương gần đó bao gồm Jandar ở phía tây, Hisyah ở phía tây nam và al-Riqama ở phía đông bắc. Theo Cục Thống kê Trung ương (CBS), Dardaghan có dân số 1.497 trong cuộc điều tra dân số năm 2004.